# Fosowskie
Fosowskie (niem. Vossowska) – dzielnica miasta Kolonowskie w województwie opolskim, powiat strzelecki, nad rzeką Mała Panew. Niegdyś samodzielna osada, od końca XVIII wieku ośrodek hutnictwa, a w XIX wieku także ważny węzeł kolejowy.

## Nazwa
Nazwa osady pochodzi od nazwiska inżyniera Arnolda Heinricha Vossa (1753-1838), który podjął się budowy huty z dodanym przyrostkowym formantem przymiotnikowym charakterystycznym dla słowiańskich nazw przestrzennych i miejscowych – ska. W alfabetycznym spisie miejscowości z terenu Śląska wydanym w 1830 roku we Wrocławiu przez Johanna Knie wieś występuje pod nazwą Vossowska.
W okresie hitlerowskiego reżimu w latach 1936–1945 nazistowska administracja III Rzeszy ze względu na słowiańskie brzmienie nazwy zakończonej końcówką -ska zmieniła ją na nową, całkowicie niemiecką – Vosswalde. W latach 1945–1948 – Wosowska.

## Historia
W 1790 roku hrabia Philipp Colonna zlecił wybudowanie kolejnej huty oraz domów dla robotników. Dało to początek osadzie Vossowska. Podobnie jak w przypadku Kolonowskiego, rozwój tej miejscowości był ściśle związany z przemysłem ciężkim.
W latach 1856–1858 zbudowano linię kolejową Oppeln – Tarnowitz (Opole – Tarnowskie Góry). W 1868 roku wybudowano stację centralną, lokomotywownię i warsztaty. Po kolei uruchamiano następne linie kolejowe. W roku 1868: Vossowska – Kreuzburg – Breslau (Fosowskie – Kluczbork – Wrocław), w 1894: Vossowska – Lublinitz (Fosowskie – Lubliniec), w 1912: Vossowska – Gross Strehlitz (Fosowskie – Strzelce Opolskie) i w 1913: Vossowska – Guttentag (Fosowskie – Dobrodzień).
W 1888 roku na terenie Fosowskiego powstała Fabryka Suchej Destylacji Drewna.
W 1908 roku wybudowano stojącą do dziś, ale już nieczynną, wieżę ciśnień, która pobierała wodę z głębokości do 260 metrów.
W 1911 roku Fosowskie otrzymało elektryczność.
W 1928 wybudowano kościół ewangelicki, w którym nadal odbywają się nabożeństwa.
W 1957 roku wybudowano szkołę podstawową i przedszkole.
W 1973 roku Fosowskie zostało przyłączone do Kolonowskiego, co sprawiło, że Kolonowskie otrzymało prawa miejskie.
W 2014/2015 roku utworzono jednostkę pomocniczą o nazwie Dzielnica Fosowskie oraz odbyły się pierwsze wybory do zarządu dzielnicy.
Fosowskie należy do parafii katolickiej Staniszcze Wielkie i parafii ewangelicko-augsburskiej Lasowice Wielkie. Na obszarze działają: wspólny Caritas parafialny, koło Mniejszości Niemieckiej i chór kościelny, a także samodzielna jednostka straży pożarnej i prężny klub skatowy. W miejscowości znajduje się cmentarz parafii ewangelickiej.

## Zabytki
Do wojewódzkiego rejestru zabytków wpisany jest:
- zbiorowa mogiła powstańców śląskich, na cmentarzu katolickim, ul. ks. Gajdy.

## Galeria

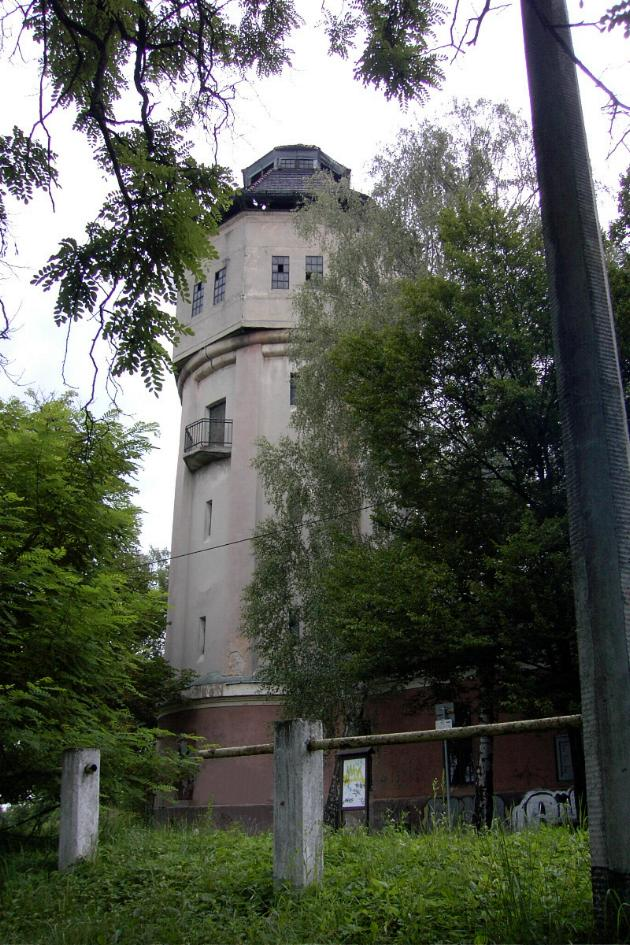
Wieża ciśnień
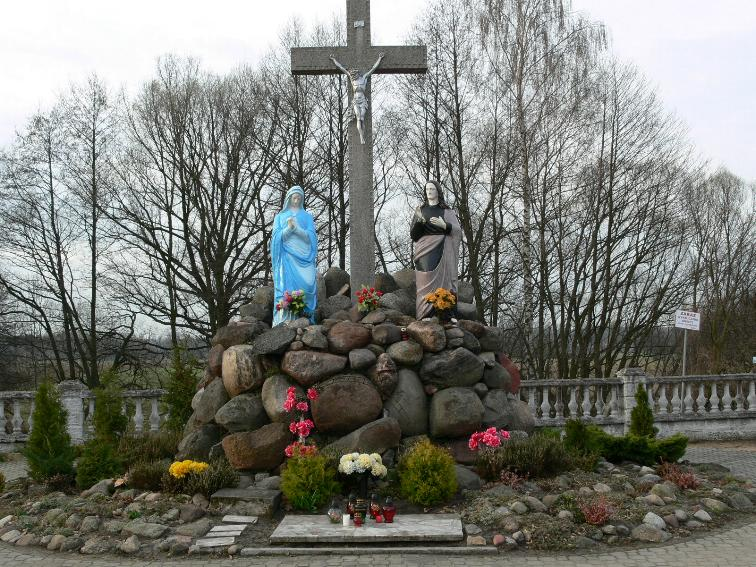
Cmentarz parafialny
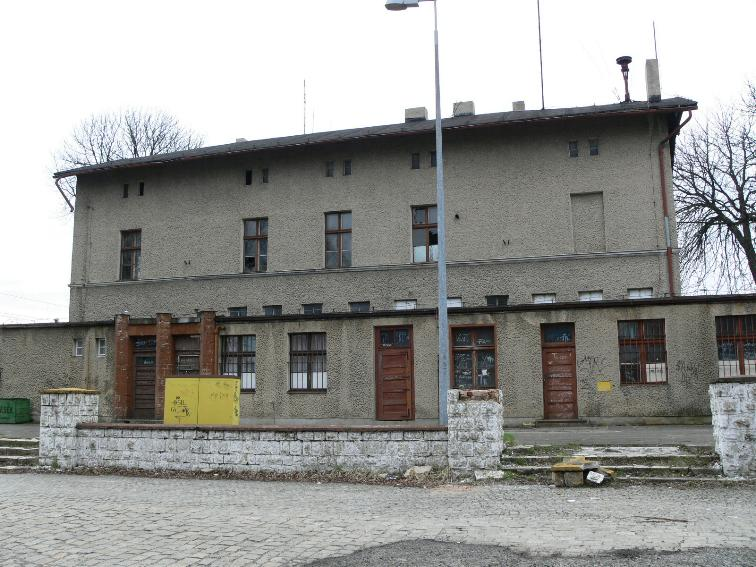
Dworzec kolejowy w Fosowskiem
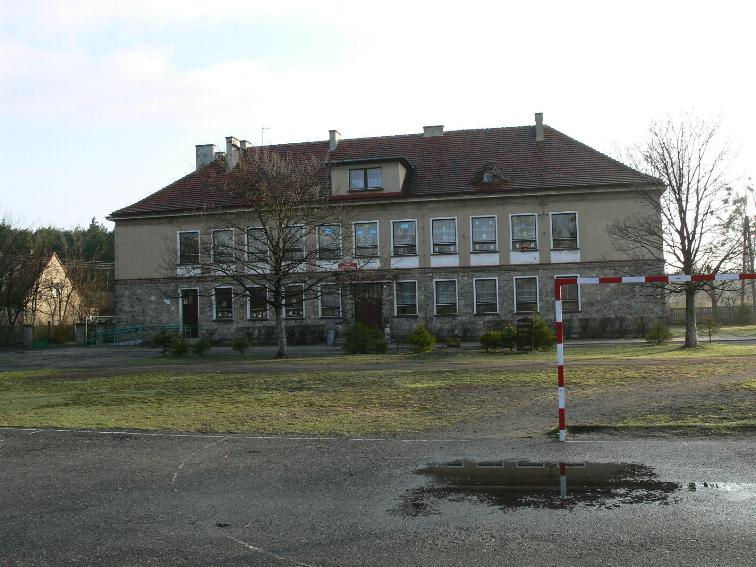
Szkoła
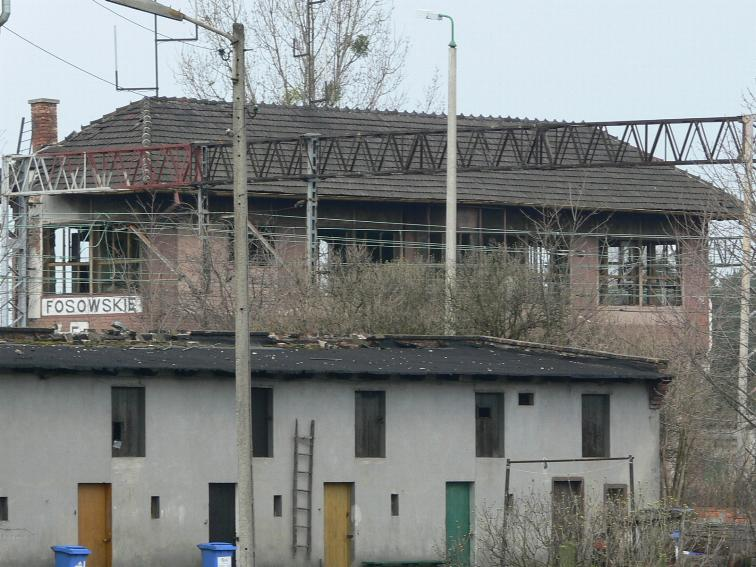
Nastawnia
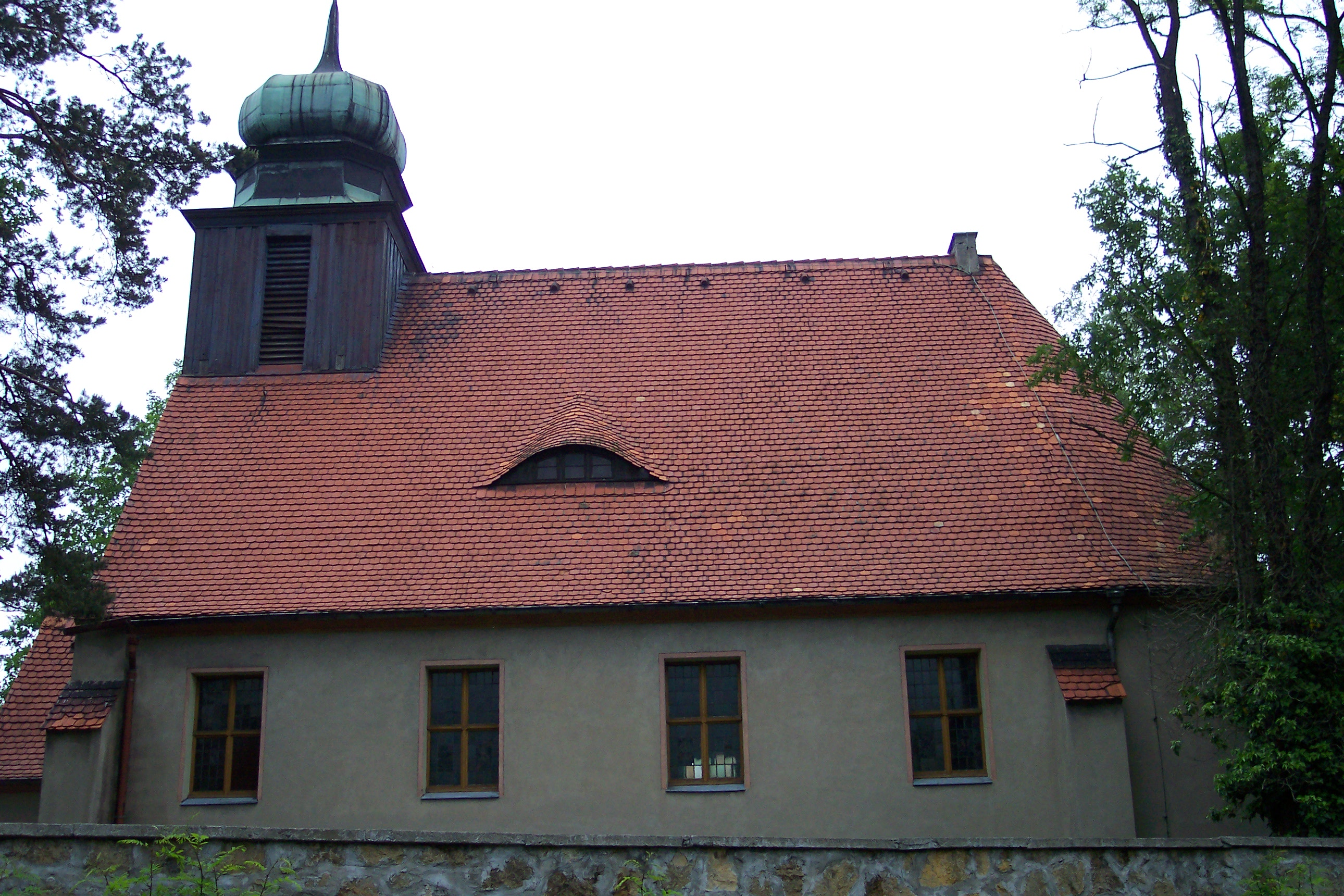
Kościół ewangelicki